# HMS Kimberley (F50)
HMS Kimberley (F50) là một tàu khu trục lớp K được Hải quân Hoàng gia Anh Quốc chế tạo vào cuối những năm 1930. Tên nó được đặt theo thị trấn Kimberley, Northern Cape, nơi diễn ra sự kiện Phong tỏa Kimberley trong cuộc Chiến tranh Boer thứ hai. Con tàu được đỡ đầu bởi cư dân các thị trấn Eastwood, Kimberley và Selston, Nottinghamshire vào năm 1942 sau cuộc vận động Tuần lễ Tàu chiến bán trái phiếu chiến tranh. Kimberley đã phục vụ trong suốt Chiến tranh Thế giới thứ hai, là một trong số hai chiếc thuộc lớp K sống sót khi cuộc xung đột kết thúc. và được bán để tháo dỡ vào ngày 30 tháng 3 năm 1949.

## Thiết kế và chế tạo
Kimberley được đặt hàng cho xưởng tàu của hãng John I. Thornycroft & Company ở Woolston, Hampshire trong Chương trình Chế tạo Hải quân 1937, và được đặt lườn vào ngày 17 tháng 1 năm 1938. Nó được hạ thủy vào ngày 1 tháng 6 năm 1939 và nhập biên chế cùng Hải quân Hoàng gia vào ngày 21 tháng 12 năm 1939, cho dù những công việc trang bị cuối cùng chỉ hoàn tất vào đầu năm mới 1940.

## Lịch sử hoạt động

### Na Uy và Bắc Hải
Kimberley trải qua tháng 1 năm 1940 tiến hành chạy thử máy cho xưởng tàu. Nó hoàn tất việc chạy thử máy, nhận tiếp liệu và hiệu chỉnh vũ khí vào tháng 2, và chuyển đến Scapa Flow để gia nhập cùng các đơn vị thuộc Hạm đội Nhà. Vào ngày 21 tháng 2, nó được bố trí cùng tàu tuần dương HMS Manchester tại Khu vực tiếp cận phía Tây, thực hiện tuần tra để ngăn chặn các tàu buôn đang tìm cách len lỏi trở về Đức cũng như các tàu cướp tàu buôn tìm cách tấn công các đoàn tàu vận tải Đại Tây Dương. Trong đợt tuần tra này, hai chiếc tàu chiến đã chặn bắt chiếc tàu chở hàng Đức Wahehe. Kimberley đưa một đội đổ bộ sang Wahehe và con tàu được đưa về Kirkwall như một chiến lợi phẩm.
Kimberley tiếp tục ở lại Hạm đội Nhà làm nhiệm vụ tuần tra trong suốt tháng 3. Vào ngày 7 tháng 4, nó hình thành nên lực lượng hộ tống cho các thiết giáp hạm HMS Rodney và HMS Valiant, tàu chiến-tuần dương HMS Repulse và các tàu tuần dương thuộc Hạm đội Nhà trong một cuộc càn quét tại khu vực tiếp cận Tây Bắc nhằm truy tìm các tàu Đức được cho là đang tiến ra Đại Tây Dương. Các con tàu này thực ra đang tham gia Chiến dịch Weserübung nhằm xâm chiếm Na Uy. Vào ngày 8 tháng 4, sau khi nổ ra cuộc xâm chiếm, nó tiếp tục ở trong thành phần hộ tống các tàu Đồng Minh đang chuẩn bị đổ bộ lên Na Uy trong khuôn khổ Chiến dịch Wilfred. Nó được cho tách ra cùng với HMS Bedouin, HMS Eskimo và HMS Punjabi vào cuối ngày hôm đó để trợ giúp cho chiếc HMS Glowworm, vốn đang bị tàu tuần dương Đức Admiral Hipper tấn công. Trước khi các tàu khu trục Anh có thể kịp giải cứu, Glowworm bị đánh chìm với tổn thất nhân mạng nặng nề.
Kimberley được biệt phái cùng HMS Eskimo và HMS Penelope vào ngày 11 tháng 4 để tấn công các tàu vận tải Đức vốn được báo cáo có mặt tại Bodø. Penelope bị mắc cạn trong lúc đang tìm cách đi vào vũng biển tại Fleinvær, và phải được Eskimo kéo ra. Họ thành công trong việc xâm nhập vũng biển nhưng không tìm thấy tàu đối phương nào. Họ quay trở lại để hỗ trợ các hoạt động hạm đội ngoài khơi Narvik. Kimberley sau đó tham gia Trận Narvik thứ hai, nơi nó tìm cách kéo chiếc HMS Cossack đến khu vực an toàn sau khi chiếc này bị hư hại bởi hỏa lực pháo của các tàu khu trục Đức. Nỗ lực của Kimberley bị thất bại, nhưng Cossack sau đó được HMS Forester kéo ra. Kimberley tiếp tục ở lại tuần tra tại khu vực Narvik. Nhiều thành viên thủy thủ đoàn của nó đã thiệt mạng khi một đội đổ bộ được gửi đến Narvik để vô hiệu hóa một thủy phi cơ Đức. Kimberley sau đó quay trở về Scapa Flow.

### Địa Trung Hải
Kimberley được cử sang Địa Trung Hải vào tháng 5; nó được chuẩn bị để hoạt động xa đồng thời sửa chữa những hư hại chịu đựng trong Chiến dịch Na Uy. Ký hiệu lườn của nó cũng được thay đổi thành G50. Nó rời Anh Quốc vào ngày 16 tháng 5 cùng các tàu chị em HMS Kandahar và HMS Khartoum, đi đến Alexandria vào ngày 23 tháng 4, và cả ba được đề cử để phục vụ tại Hồng Hải cùng với một tàu khu trục chị em khác là HMS Kingston. Hoạt động của hải đội là nhằm đề phòng khả năng Ý tham chiến về phía phe Trục. Ý có một số tàu khu trục và tàu ngầm đặt căn cứ tại Eritrea, vốn có thể đe dọa tàu bè Anh.
Kimberley cùng các tàu chị em được bố trí nhiệm vụ bảo vệ các đoàn tàu vận tải trong suốt tháng 6 và tháng 7; nhưng vào tháng 8 nó được đề cử để hỗ trợ cho việc triệt thoái công dân Anh khỏi Berbera, tại Somali thuộc Anh. Nó cùng Kandahar tham gia một lực lượng đặc nhiệm bao gồm các tàu tuần dương HMS Caledon, HMAS Hobart, HMS Ceres và HMS Carlisle, các tàu xà lúp HMAS Parramatta, HMS Shoreham và HMS Auckland, các tàu đổ bộ vũ trang Chakala, Chakdina và Laomedon cùng tàu bệnh viện Vita. Vào ngày 16 tháng 8, họ đã trợ giúp vào việc triệt thoái khoảng 7.000 người khỏi Somali và chuyển họ đến Aden.

### Hồng Hải
Vào ngày 12 tháng 9, cùng với HMS Shropshire, HMS Auckland và HMS Flamingo, Kimberley gia nhập đoàn tàu vận tải quân sự WS-2A như một tàu hộ tống khi chúng băng qua Hồng Hải. Nó được cho tách ra vào ngày 14 tháng 9. Đến ngày 20 tháng 10, nó tham gia cùng chiếc HMS Leander và năm tàu xà lúp thuộc Hải đội Đông Ấn trong việc hộ tống Đoàn tàu BN-7. Họ bị bốn tàu khu trục Ý tấn công vào ngày hôm sau ở khoảng 150 hải lý (280 km) về phía Đông Massawa. Kimberley đối đầu với chiếc tàu khu trục lớp Sauro Francisco Nullo và đuổi nó mắc cạn tại đảo Harmil; sau đó nó tìm cách phóng ngư lôi tiêu diệt đối thủ, nhưng lại trúng đạn pháo từ các khẩu đội phòng thủ duyên hải, bị bắn trúng phòng động cơ khiến không thể di chuyển. Nó được HMS Leander kéo đưa đến Port Sudan. Francisco Nullo bị máy bay ném bom Anh Blenheim phá hủy vào ngày hôm sau. Kimberley được sửa chữa từ ngày 27 tháng 10, và hoạt động trở lại vào ngày 31 tháng 10, tiếp nối nhiệm vụ hộ tống vận tải. Những hư hại mà nó chịu đựng buộc nó phải hoạt động ở tốc độ giảm bớt.
Kimberley và HMS Caledon đã hộ tống các tàu chuyển quân SS Duchess of York và SS Georgic từ Aden gia nhập đoàn tàu vận tải quân sự WS-3 trong Hồng Hải vào ngày 12 tháng 11. Nó được cho tách ra vào ngày 14 tháng 11 và quay trở lại Aden. Nó tiếp tục hộ tống các đoàn tàu vận tải quân sự trong suốt tháng 12, lần này cùng với HMS Carlisle và HMS Kandahar. Nó đi đến Bombay vào tháng 1 năm 1941 để hoàn tất việc sửa chữa vốn kéo dài cho đến tháng 2; rồi gia nhập trở lại Hạm đội Địa Trung Hải tại Alexandria vào tháng 3 và bắt đầu được bố trí cùng chúng vào tháng 4. Vào ngày 16 tháng 4, nó nằm trong thành phần hộ tống cho tàu sân bay HMS Formidable, cùng với các tàu khu trục HMS Griffin, HMS Defender và HMS Kingston trong chuyến đi đến vịnh Suda cùng các đơn vị hạm đội khác cho kế hoách bắn phá Tripoli. Kimberley ở lại ngoài khơi cùng Formidable trong quá trình bắn phá vào ngày 21 tháng 4; và sang ngày hôm sau được bố trí hộ tống hạm đội trong chuyến quay trở về Alexandria sau khi kết thúc cuộc bắn phá, về đến nơi vào ngày 23 tháng 4.

### Hộ tống các đoàn tàu vận tải Địa Trung Hải
Kimberley lại được nhanh chóng bố trí vào ngày 26 tháng 4 để hộ tống Đoàn tàu AG-15 đi Piraeus cùng với HMAS Vampire và HMS Auckland. Nó sau đó đã tham gia vào việc triệt thoái lực lượng Khối Thịnh vượng chung khỏi Hy Lạp. Đón nhận binh lính tại Raphti vào ngày 27 tháng 4 và Kalamata vào ngày 29 tháng 4; nó rời Kalamata vào những giây phút cuối cùng của ngày 1 tháng 5. Chiếc tàu khu trục lại được bố trí vào ngày 6 tháng 5 cùng với HMS Griffin, HMS Havock, HMS Hereward, HMS Hero, HMS Hotspur, HMS Jervis, HMS Juno, HMS Kandahar, HMS Kingston, HMS Nizam và HMS Nubian như lực lượng hộ tống cho tàu sân bay HMS Formidable, các thiết giáp hạm HMS Barham, HMS Valiant và HMS Warspite cùng các tàu tuần dương HMS Orion, HMAS Perth và HMS Abdiel, khi chúng hỗ trợ cho các đoàn tàu vận tải tại khu vực Đông Địa Trung Hải. Chúng bao gồm một đoàn tàu từ Ai Cập đi Malta, và một đoàn tàu quân sự từ Malta đến Alexandria với những xe tăng của Tập đoàn quân 8. Nó tiếp tục được bố trí cùng lực lượng hộ tống hạm đội cho đến khi đi đến Alexandria vào ngày 10 tháng 5, là mục tiêu của nhiều cuộc không kích của đối phương.

### Triệt thoái khỏi Crete
Kimberley lại được bố trí vào ngày 15 tháng 5 để hộ tống các đơn vị hạm đội hỗ trợ cho các đoàn tàu vận tải tăng viện cho Crete. Nó được bố trí cùng HMS Janus, HMS Hasty và HMS Hereward trong thành phần hộ tống cho các tàu tuần dương HMS Dido, HMS Orion và HMS Ajax. Chúng hình thành nên Lực lượng D, vào ngày 22 tháng 5 đã đánh chặn một đoàn tàu vận tải đối phương ở phía Bắc Crete, đánh chìm nhiều tàu. Chúng cũng tham gia cuộc bắn phá sân bay đối phương tại Scarpanto vào ngày 23 tháng 5, vào ngày hôm sau đã được bố trí cùng HMS Decoy, HMS Hotspur, HMS Hereward, HMS Imperial và HMS Jackal trong thành phần hộ tống cho Dido và Ajax, khi chúng truy lùng tàu tấn công đối phương tại eo biển Kaso. Kimberley quay trở về Alexandria vào ngày 25 tháng 5, để lại lên đường vào ngày 28 tháng 5 cùng với Ajax, Orion và Dido, có Hotspur, Hereward, Imperial và Jackal hộ tống, để bắt đầu triệt thoái binh lính Đồng Minh khỏi Crete. Các tàu khi trục đi đến Heraklion vào ngày 29 tháng 5, và bắt đầu chuyển tiếp binh lính trên bờ sang các tàu tuần dương ngoài khơi. Các con tàu Anh chịu đựng các cuộc không kích ác liệt và kéo dài trong chuyến quay trở về, khi cả Ajax và Dido đều bị hư hại nặng.
Kimberley quay trở lại Crete vào ngày 31 tháng 5, và bắt đầu giúp triệt thoái binh lính khỏi Sphakia vào ngày 1 tháng 6. Nó về đến Alexandria vào ngày 2 tháng 6, và đến ngày 6 tháng 6 được đề cử để hỗ trợ cho các chiến dịch quân sự tại Syria cùng với HMS Kandahar, Jackal, Janus và tàu tuần dương HMS Phoebe. Chúng được bố trí ngoài khơi Syria vào ngày 7 tháng 6 để ngăn chặn các tàu khu trục thuộc phe Vichy Pháp vốn đang tìm cách hỗ trợ việc phòng thủ của các đơn vị Pháp trên bờ. Kimberley đã kéo HMS Janus vào ngày 9 tháng 6, sau khi chiếc tàu bị đánh hỏng bởi cuộc đụng độ với nhiều tàu khu trục Pháp; đưa con tàu đồng đội đi đến Haifa, và chịu đựng nhiều cuộc không kích của máy bay phe Vichy Pháp trên đường đi. Nó quay trở lại khu vực chiến sự vào ngày 10 tháng 6, khi nó tiến hành bắn phá khu vực cầu Khan hỗ trợ cho cuộc tiến quân của quân đội Anh. Vào ngày 15 tháng 6, đang khi ngoài khơi Beirut, nó đụng độ với các tàu khu trục Pháp Guépard và Valmy. Nó tiếp tục ở lại ngoài khơi bờ biển Syria cho đến tháng 7, thực hiện thêm nhiều cuộc bắn phá bờ biển trong ngày 4 tháng 7 trước khi quay trở về Alexandria.

### Các đoàn tàu vận tải Malta
Vào ngày 22 tháng 7, Kimberley cùng các tàu khu trục HMS Hasty, Havock, Jackal, Jaguar, Jervis, Kandahar, Kingston, Nizam và Nubian hình thành nên lực lượng hộ tống cho các thiết giáp hạm HMS Queen Elizabeth và Valiant, cùng các tàu tuần dương HMS Ajax, HMAS Hobart, HMS Leander, Naiad, Neptune, Phoebe và Abdiel, khi chúng tiến hành một hoạt động nghi binh tại khu vực Đông Địa Trung Hải, nhằm thu hút sự chú ý của đối phương khỏi hoạt động chính là Chiến dịch Substance, một đoàn tàu vận tải tiếp liệu nhằm giải vây cho Malta. Nó được bố trí hỗ trợ các hoạt động lục quân tại Tobruk, rồi hộ tống các đơn vị hạm đội khi chúng truy lùng các đoàn tàu tiếp liệu đối phương trong suốt giai đoạn từ tháng 8 đến tháng 10 năm 1941.
Kimberley được điều động vào tháng 11 để tham gia cùng các tàu tuần dương HMS Aurora và HMS Penelope trong thành phần Lực lượng K. Các con tàu này đặt căn cứ tại Malta với nhiệm vụ ngăn chặn các đoàn tàu vận tải tiếp liệu đối phương hướng sang Bắc Phi. Nó lên đường đi Malta vào ngày 22 tháng 11 cùng với HMS Ajax, Neptune và Kingston để tăng cường cho Lực lượng K; chúng được hỗ trợ bởi các tàu tuần dương HMS Euryalus và HMS Naiad cùng hai tàu khu trục trên chặng đường đi. Nó được bố trí cùng Lực lượng K vào ngày 30 tháng 11, khi nó tham gia cùng HMS Aurora, Penelope, Ajax, Neptune và Kingston trong việc ngăn chặn một đoàn tàu vận tải đối phương; tiến hành tấn công đoàn tàu ngoài khơi Benghazi vào ngày 1 tháng 12, và nó thành công trong việc đánh chìm tàu chở đạn dược Adriatico. Nó lại tham chiến trong ngày hôm sau, tham gia vào việc đánh chìm tàu khu trục Ý Alvise Da Mosto và tàu buôn Mantovani ngoài khơi Kerkenah Bank.
Sau đó Kimberley khởi hành từ Malta vào ngày 5 tháng 12 cùng với HMS Kingston và Lively và các tàu tuần dương Ajax và Neptune; chúng hình thành nên lực lượng hộ tống cho chiếc tàu tiếp liệu HMS Breconshire, trong chuyến đi đến gặp gỡ các tàu ngoài khơi Alexandria. Ajax, Neptune và Lively được cho tách ra vào ngày 6 tháng 12 để quay trở lại Malta trong khi Kimberley tiếp tục ở lại cùng Breconshire. Chúng được tháp tùng bởi HMAS Hobart vào ngày 7 tháng 12, nhưng nó nhanh chóng được cho tách ra để trợ giúp chiếc HMS Flamingo, vốn bị hư hại ngoài khơi Tobruk. Kimberley và Kingston cùng với Breconshire đi đến Alexandria vào ngày 8 tháng 12. Đến ngày 15 tháng 12, tham gia cùng các tàu tuần dương HMS Carlisle, Euryalus và Naiad cùng các tàu khu trục Hasty, Havock, Jervis, Kingston, Kipling, Decoy và Nizam để hình thành nên Lực lượng C, vốn được giao nhiệm vụ hộ tống Breconshire đi đến Malta. Vào ngày 16 tháng 12, phía Anh nhận được một báo cáo chưa được xác nhận về một nhóm tác chiến Ý đang hộ tống một đoàn tàu vận tải tiếp liệu đi Benghazi; lực lượng được trông thấy vào ngày hôm sau, và Breconshire được tách khỏi Lực lượng C, hộ tống bởi Decoy và Havock. Kimberley tiếp tục ở lại cùng Lực lượng C. Một trận chiến ngắn diễn ra, Trận Sirte thứ nhất, với kết quả các tàu chiến Ý rút lui sau khi các tàu khu trục Anh tìm cách tiếp cận để phóng ngư lôi. Kimberley quay trở về Alexandria vào ngày 18 tháng 12 cùng với lực lượng hộ tống.
Vào đầu năm 1942, Kimberley được bố trí hỗ trợ lực lượng đồn trú tại Tobruk cũng như hộ tống bảo vệ các đoàn tàu vận tải. Đang khi ở ngoài khơi Tobruk vào ngày 12 tháng 1, nó trúng một quả ngư lôi phóng từ tàu ngầm U-boat U-77. Nó bị hư hại nặng phần đuôi tàu, phải được HMS Heythrop kéo quay trở về Alexandria. Nó trải qua từ tháng 2 đến tháng 12 năm 1942 và trọn năm 1943 để sửa chữa, thoạt tiên tại Alexandria và sau đó tại Bombay. Sau khi chạy thử máy từ tháng 1 đến tháng 3 năm 1944, nó cuối cùng quay trở lại hoạt động, đi đến Địa Trung Hải vào tháng 4 và lại làm nhiệm vụ tuần tra thường lệ. Nó đang tuần tra cùng HMS Aurora vào ngày 27 tháng 5, khi nó cùng các tàu khu trục của Lực lượng Pháp Tự do Le Malin, Le Terrible và Le Fantasque bị hư hại do thời tiết xấu và bị buộc phải quay trở lại Alexandria để sửa chữa. Công việc hoàn tất vào tháng 6, và nó đi đến đặt căn cứ tại Malta.

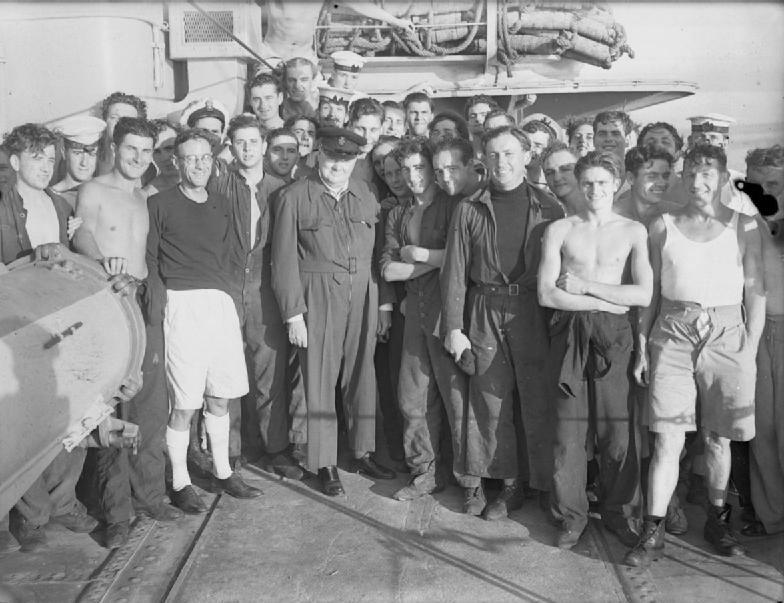
Winston Churchill cùng các thành viên thủy thủ đoàn Kimberley

Trong tháng 7, trong khi chuẩn bị cho Chiến dịch Dragoon, cuộc đổ bộ của lực lượng Đồng Minh lên miền Nam nước Pháp, Kimberley được đề cử cho những nhiệm vụ đặc biệt. Vào ngày 14 tháng 8, nó đón lên tàu Đô đốc John Cunningham, Tổng tư lệnh Hạm đội Địa Trung Hải, để ông có thể theo dõi việc di chuyển của các đoàn tàu vận tải tấn công băng qua eo biển Bonifacio; Cunningham đã gửi tín hiệu tiến hành chiến dịch Dragoon từ cầu tàu của Kimberley. Sang ngày 15 tháng 8, nó đón lên tàu Thủ tướng Winston Churchill để viếng thăm khu vực đổ bộ; và đến ngày 16 tháng 8 lại đón Đô đốc Cunningham cùng với vị chỉ huy quân sự, tướng Henry Maitland Wilson cho một chuyến viếng thăm các bãi đổ bộ. Được miễn khỏi các nhiệm vụ đặc biệt này, con tàu được gửi đến tuần tra tại khu vực biển Adriatic hỗ trợ các hoạt động quân sự tại đây. Nó tham gia cùng các tàu khu trục HMS Undine, HMS Urchin và HMS Loyal cùng các pháo hạm sông HMS Aphis và HMS Scarab, nhằm chuẩn bị hỗ trợ cho việc tiến quân của Tập đoàn quân Anh dọc bờ biển phía Đông của Ý.

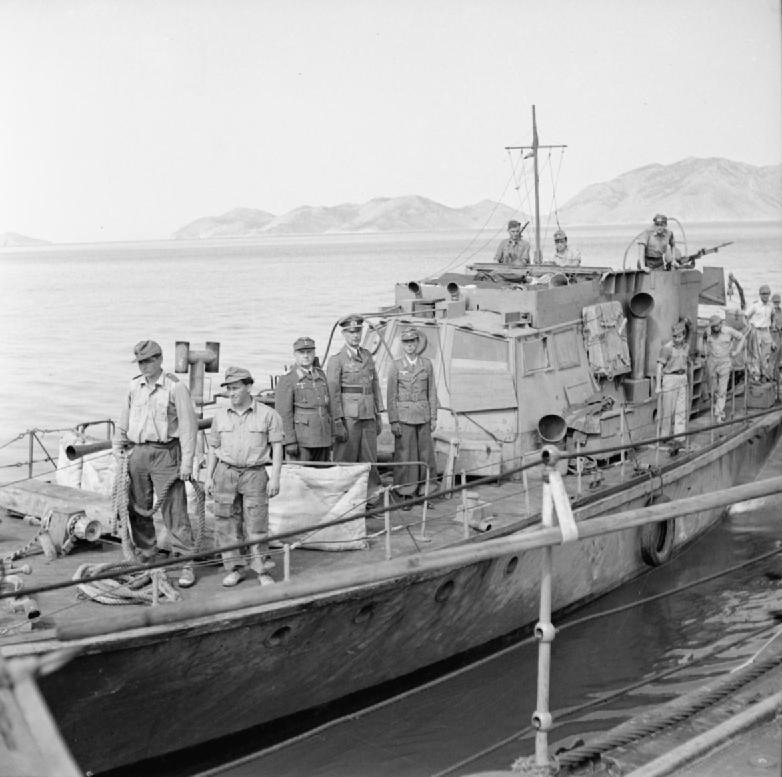
Các đại biểu Đức, trên một xuồng đổ bộ Anh, đang cặp theo Kimberley để chính thức đầu hàng.

Vào ngày 1 tháng 9, Kimberley bắt đầu một loạt các cuộc bắn phá tại khu vực Rimini, và sau khi hoàn tất vào ngày 13 tháng 9, nó tiếp nối hoạt động tuần tra. Sang tháng 10, nó được chuyển sang Lực lượng Hải quân Anh tại Aegean để hỗ trợ các cuộc đổ bộ nhằm tái chiếm lục địa Hy Lạp trong khuôn khổ Chiến dịch Manna. Nó đã ngăn chặn chiếc tàu bệnh viện Gradisca vào ngày 29 tháng 10 rồi chiếm nó như một chiến lợi phẩm. Nó thực hiện các cuộc tuần tra ngăn chặn trong suốt tháng 11 để ngăn cản việc triệt thoái binh lính Đức khỏi các lãnh thổ chiếm đóng. Vào ngày 5 tháng 11, nó đánh chìm một chiếc F lighter ngoài khơi Piscopi rồi tiến hành một cuộc bắn phá Alimnia vào ngày 11 tháng 11. Nó tiếp tục ở lại khu vực Aegean trong suốt tháng 12 năm 1944 và tháng 1 năm 1945 hỗ trợ các hoạt động tại Hy Lạp; đã có mặt tại Athens vào lúc diễn ra cuộc nổi dậy của phe Cộng sản.
Kimberley tham gia cuộc bắn phá lên Rhodes vào ngày 1 tháng 5 cùng với HMS Catterick và tàu khu trục Hy Lạp Kriti. Nó ở ngoài khơi Rhodes vào ngày 8 tháng 5 khi Thiếu tướng Wagner, Tư lệnh lực lượng Đức tại Dodecanese cùng hai sĩ quan tham mưu lên tàu để chính thức đầu hàng. Họ cặp mạn chiếc tàu khu trục bằng một xuồng đổ bộ Anh vốn bị chiếm giữ vài tháng trước. Kimberley đã đưa Wagner đi đến đảo Symi, nơi việc đầu hàng vô điều kiện của các lực lượng Đức tại khu vực được ký kết. Nó cho đổ bộ một phân đội vũ trang vào ngày hôm sau để bắt giữ tù binh Đức, và sau đó đưa 117 binh lính Đức đến Alexandria. Nó tiếp tục ở lại khu vực Địa Trung Hải sau khi chiến tranh kết thúc; quay trở về Anh vào tháng 8, được cho ngừng hoạt động vào tháng 9 và được đưa về lực lượng dự bị.
Kimberley thoạt tiên neo đậu tại Dartmouth, rồi sau đó được chuyển đến Harwich. Nó được đưa vào danh sách loại bỏ vào năm 1948, được chọn để tham gia thử nghiệm mục tiêu tại khu vực Clyde. Nó được kéo đến đây từ Harwich, và sau khi hoàn tất, nó được bán cho hãng West of Scotland Shipbreakers vào ngày 30 tháng 3 năm 1949. HMS Kimberley được kéo đến xưởng của hãng tại Troon vào tháng 6 để tháo dỡ.